# Kurnovo, Vrața
Kurnovo (în bulgară Курново) este un sat în comuna Roman, regiunea Vrața,  Bulgaria. 

## Demografie
Componența etnică a satului Kurnovo
     Bulgari (85,63%)
     Nicio identificare (14,36%)
     Altele (0%)
La recensământul din 2011, populația satului Kurnovo era de 181 locuitori. Din punct de vedere etnic, majoritatea locuitorilor (85,63%) erau bulgari. Pentru 14,36% din locuitori nu este cunoscută apartenența etnică.